# Meibaqieqin
Meibaqieqin (kinesiska: 美巴切勤, 美巴切勤乡) är en socken i Kina. Den ligger i den autonoma regionen Tibet, i den sydvästra delen av landet, omkring 350 kilometer väster om regionhuvudstaden Lhasa. Antalet invånare är 1 135. Befolkningen består av 545 kvinnor och 590 män. Barn under 15 år utgör 30 %, vuxna 15-64 år 65 %, och äldre över 65 år 3,0 %.
Genomsnittlig årsnederbörd är 590 millimeter. Den regnigaste månaden är juli, med i genomsnitt 193 mm nederbörd, och den torraste är november, med 4 mm nederbörd.